# Lotte Goertz
Lotte Goertz (* 29. Januar 2005 in Dresden) ist eine deutsche Volleyballspielerin.

## Karriere
Goertz begann ihre Karriere 2019 beim VC Olympia Dresden. Dort spielte sie in der Zweiten Bundesliga Süd. In der Saison 2022/23 kam die Libera erstmals beim Erstligisten Dresdner SC zum Einsatz. Ab 2023 gehörte sie fest zum Bundesliga-Team. 2025 wurde Goertz vom Ligakonkurrenten Schwarz-Weiss Erfurt verpflichtet.